# Дон Бъдж
Джон Доналд „Дон“ Бъдж (на английски: John Donald „Don“ Budge) е американски тенисист. През 1938 година става първият тенисист, който печели голям шлем в тениса на сингъл. Пет години е №1 в световната ранглиста, най-напред като аматьор а след това като професионалист. Смятан е за тенисиста с най-добър бекхенд на 50-те и 60-те години до появата на Кен Розуол.
През 1964 г. е включен в Международната тенис зала на славата.

## Биография
Роден е в семейството на шотландски емигрант, бивш футболист на Глазгоу Рейнджърс. Като дете се занимава с различни спортове преди да избере тениса. През 1933 г. е студент в Калифорнийския университет Бъркли, но по-късно се отказва за да играе в отбора на САЩ за Купа Дейвис.
През декември 1999 г. претърпява автомобилна катастрофа, от която не успява да се съвземе и през 2000 г. почива на 84-годишна възраст в старчески дом.

## Кариерна статистика

#### Титли отГолям шлем(6)
| година | турнир       | съперник         | резултат                |
| ------ | ------------ | ---------------- | ----------------------- |
| 1937   | Уимбълдън    | Готфрид фон Крам | 6–3, 6–4, 6–2           |
| 1937   | ОП САЩ       | Готфрид фон Крам | 6–1, 7–9, 6–1, 3–6, 6–1 |
| 1938   | ОП Австралия | Джон Бромич      | 6–4, 6–2, 6–1           |
| 1938   | Ролан Гарос  | Родерих Менцел   | 6–3, 6–2, 6–4           |
| 1938   | Уимбълдън    | Хенри Остин      | 6–1, 6–0, 6–3           |
| 1938   | ОП САЩ       | Джийн Мако       | 6–3, 6–8, 6–2, 6–1      |

#### Финали на турнири отГолям шлем(1)
| година | турнир | съперник  | резултат                 |
| ------ | ------ | --------- | ------------------------ |
| 1936   | ОП САЩ | Фред Пери | 2–6, 6–2, 8–6, 1–6, 10–8 |

#### Титли на двойки в турнири от Големия шлем (4)
| година | турнир    | партньор   | съперник                       | резултат           |
| ------ | --------- | ---------- | ------------------------------ | ------------------ |
| 1936   | ОП САЩ    | Джийн Мако | Уилмър Алисън Джон Ван Рин     | 6–4, 6–2, 6–4      |
| 1937   | Уимбълдън | Джийн Мако | Пат Хюджис Реймънд Туки        | 6–0, 6–4, 6–8, 6–1 |
| 1938   | Уимбълдън | Джийн Мако | Хенер Хенкел Георге фон Метаса | 6–4, 6–3, 3–6, 8–6 |
| 1938   | ОП САЩ    | Джийн Мако | Джон Бромич Ейдриън Куист      | 6–3, 6–2, 6–1      |

#### Загубени финали на двойки в турнири от Големия шлем (3)
| година | турнир      | партньор   | съперник                      | резултат                |
| ------ | ----------- | ---------- | ----------------------------- | ----------------------- |
| 1935   | ОП САЩ      | Джийн Мако | Уилмър Алисън Джон Ван Рин    | 2–6, 3–6, 6–2, 6–3, 1–6 |
| 1937   | ОП САЩ      | Джийн Мако | Хенер Хенкел Готфрид фон Крам | 4–6, 5–7, 4–6           |
| 1938   | Ролан Гарос | Джийн Мако | Бернар Дестремо Ивон Петра    | 6–3, 3–6, 7–9, 1–6      |